# Igreja Assíria do Oriente
A Igreja Assíria do Oriente (em siríaco:  ܥܹܕܬܵܐ ܕܡܲܕܢܚܵܐ ܕܐܵܬܘܿܪ̈ܵܝܹܐ
, romaniz.: ʿedtā dmadnḥā d'ātōrāyā), às vezes chamada Igreja do Oriente, oficialmente Santa Igreja Católica Apostólica Assíria do Oriente, é uma denominação cristã oriental que reivindica continuidade da sé fundada na Babilônia por São Tomé. Algumas vezes é chamada de Igreja Ortodoxa Assíria,[carece de fontes?] mas não deve ser confundida com a Igreja Síria Ortodoxa. Na Índia, é conhecida como Igreja Síria Caldeia do Oriente. Teologicamente, é associada à doutrina do nestorianismo, o que fez com que ficasse conhecida como "Igreja Nestoriana" (principalmente pelos seus inimigos), embora sua liderança tenha por vezes rejeitado expressamente tal rótulo. O seu rito litúrgico é o siríaco oriental.
A Igreja Assíria do Oriente não está em comunhão nem com a Igreja Ortodoxa, nem com a Igreja Católica e nem com as Igrejas Orientais Ortodoxas, porque ela só aceita os ensinamentos dos dois primeiros concílios ecumênicos, discordando da posição que prevaleceu no Primeiro Concílio de Éfeso. O atual Patriarca e líder máximo da Igreja Assíria do Oriente (chamado Católico-Patriarca do Oriente) é Mar Awa III.

## História

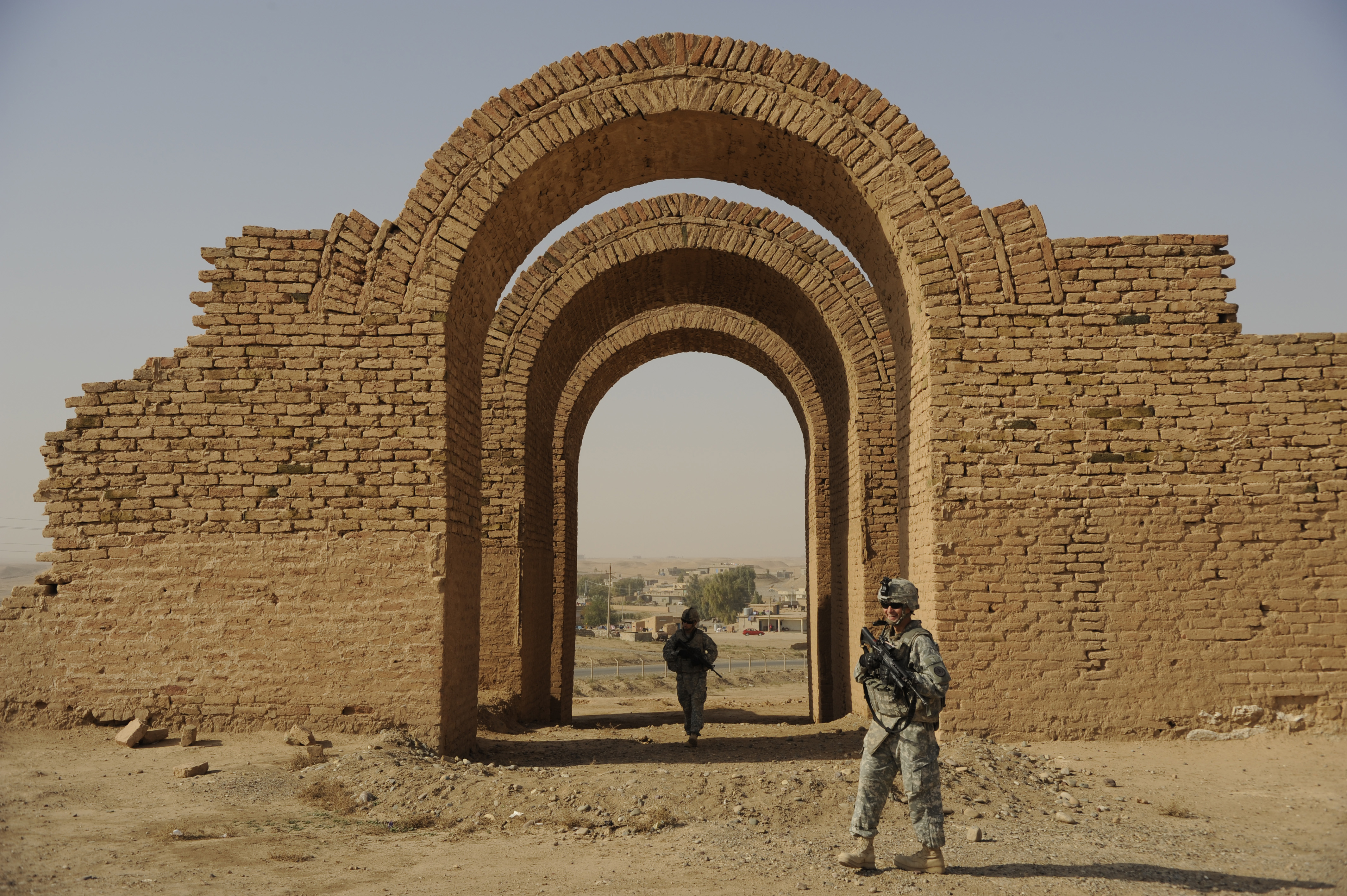
Ruínas de Assur, antiga sé da Igreja do Oriente, destruída por Tamerlão no século XV

A Igreja Assíria do Oriente reivindica sucessão da sé fundada na Babilônia por Santos Tomé, Tadeu de Edessa e Bartolomeu, traçando sua existência ao período apostólico às epístolas de São Pedro.

### Grupos dissidentes
Em 1552, grupos dentro da Igreja do Oriente elegeram Mar Shimun VIII, um patriarca rival ao impopular Mar Shemon VII. Ao ter seu povo recusado pela Igreja Ortodoxa Síria, Shimun viajou a Roma, onde foi entronado em 1553. Seu grupo hoje subsiste na Igreja Católica Caldeia, que é uma Igreja oriental sui iuris em comunhão com as demais Igrejas Católicas.
Em 1599, um grupo numeroso abandonou a Igreja do Oriente na Índia, por influência de missionários portugueses, estabelecendo a Igreja Católica Siro-Malabar, que junto da Igreja Caldeia veio a ser uma das duas Igrejas particulares em comunhão com as Igrejas Católicas praticando o rito siríaco oriental. Por fim, partes deste grupo se uniriam à Ortodoxia Oriental e também ao anglicanismo, resultando na hoje dividida comunidade dos Cristãos de São Tomé.
Desde 1968, a comunidade assíria está dividida em resultado de disputas relacionadas ao uso do calendário gregoriano, com um grupo numeroso tendo estabelecido a Antiga Igreja do Oriente, sediada em Bagdá. Há, no entanto, esforços ativos de reunificação entre ambas as partes.
Em 1976 adotou oficialmente o nome "Igreja Assíria do Oriente".

### Atualidade
Atualmente, a Igreja Assíria do Oriente subsiste na Índia, no Iraque, no Irã, na China, nos Estados Unidos e em outros lugares onde haja migrado comunidades nestorianas dos países citados. Estima-se que a Igreja Assíria do Oriente conta apenas com cerca de 1 milhão de fiéis. Em virtude da perseguição religiosa, a sé principal da Igreja Assíria do Oriente chegou a alocar-se em Chicago, apenas em 2015 retornando a Arbil, no Iraque. Muitos fiéis, entretanto, permanecem ainda no Oriente Médio, na Índia e na China.

## Doutrina

### Cristologia
A Igreja Assíria do Oriente tem a distintiva crença cristológica de que em Jesus Cristo há duas essências (Qnome) distintas, uma humana e outra divina, em uma só pessoa (Parsopa). A crença dita nestoriana, de que em Cristo haveria duas pessoas, completas de tal forma que constituem dois entes independentes vivendo no mesmo corpo, ao contrário do que se pensa, não é a professada por esta Igreja, e na verdade nem corresponde exatamente à realidade (só se conhece o nestorianismo na versão dos inimigos dessa visão teológica, como os monofisistas e ortodoxos). Esta doutrina cristológica surgiu em Antioquia, no século V, e foi proposta por Nestório, monge oriundo de Alexandria, que assumiu o Bispado de Constantinopla. O Teshbokhta, hino composto por Mar Babai, resume a crença da Igreja Assíria da seguinte forma:
Um é Cristo o Filho de Deus, adorado por todos em duas naturezas; em sua divindade gerado do Pai, sem princípio antes de todos os tempos; em sua humanidade nascido de Maria, na plenitude do tempo, em um corpo unido; nem sua divindade é da natureza da mãe, nem sua humanidade é da natureza do Pai; suas naturezas são preservadas em suas qnome, em uma pessoa de uma filiação. E assim como Deus é três substâncias em uma natureza, a filiação do Filho é em duas naturezas, uma pessoa. Assim ensinou a Santa Igreja.
Hoje, discute-se muito até que ponto a Igreja do Oriente foi efetivamente nestoriana. Opina-se que a dificuldade de traduzir termos como qnome e pasopa para as línguas ocidentais potencializaram a controvérsia, o que foi parcialmente coberto pela "Declaração cristológica comum entre a Igreja Católica e a Igreja Assíria do Oriente", assinada por Mar Dinkha IV e o papa João Paulo II em 1994.
A Declaração Cristológica Comum entre a Igreja Católica Romana e a Igreja Assíria do Oriente, assinada pelo Papa João Paulo II e Mar Dinca IV, sublinha a formulação cristológica calcedoniana como expressão da fé comum dessas Igrejas e reconhece a legitimidade do título Teótoco.

## Escrituras e Sacramentos
A Igreja Assíria do Oriente difere da maior parte da Cristandade quanto ao cânon bíblico. Possui no Novo Testamento apenas 22 livros, excluindo a Segunda Epístola de Pedro, a Segunda e Terceira epístolas de João, Judas e o Livro do Apocalipse. No Antigo Testamento não possui o livro das Crônicas e Esdras, Neemias e de Ester. A versão utilizada é a Peshitta em língua aramaica.
Desde 1964 a Igreja Assíria do Oriente adota o calendário gregoriano, o que deflagrou o cisma com a Igreja Antiga do Oriente. Pratica o sacramento da eucaristia (Qurbana) na Divina Liturgia de Addai e Mari notavelmente não há as palavras de consagração na epiclese.
O celibato é normalmente obrigatório para os bispos e monges. Sacerdotes podem se casar, em contraste com as outras Igrejas orientais e a Igreja Católica Romana, mesmo após a ordenação. Há instâncias de bispo se casarem, como fez o Patriarca Mar Shimun XXIII.

## Iconografia

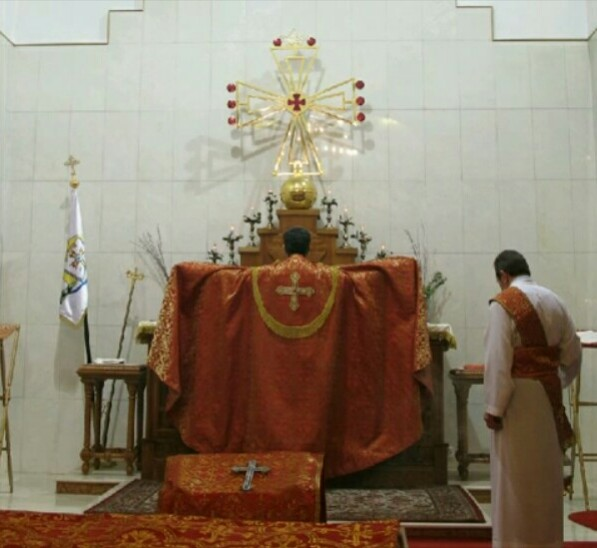
Celebração litúrgica assíria.

As paróquias assírias carecem de qualquer ornamentação ou ícones. Na maioria das vezes usa-se uma cruz simples no altar em vez de crucifixos.